# Sarta (Cisjordanie)
Sarta, en arabe : رافات, est un village du gouvernorat de Salfit en Palestine. Il est situé à 22 kilomètres au sud-ouest de Naplouse, au nord de la Cisjordanie.
Selon le recensement du bureau central palestinien des statistiques, la localité compte une population de 3 382 habitants en 2017.